# Lichterfelde (Berlino)

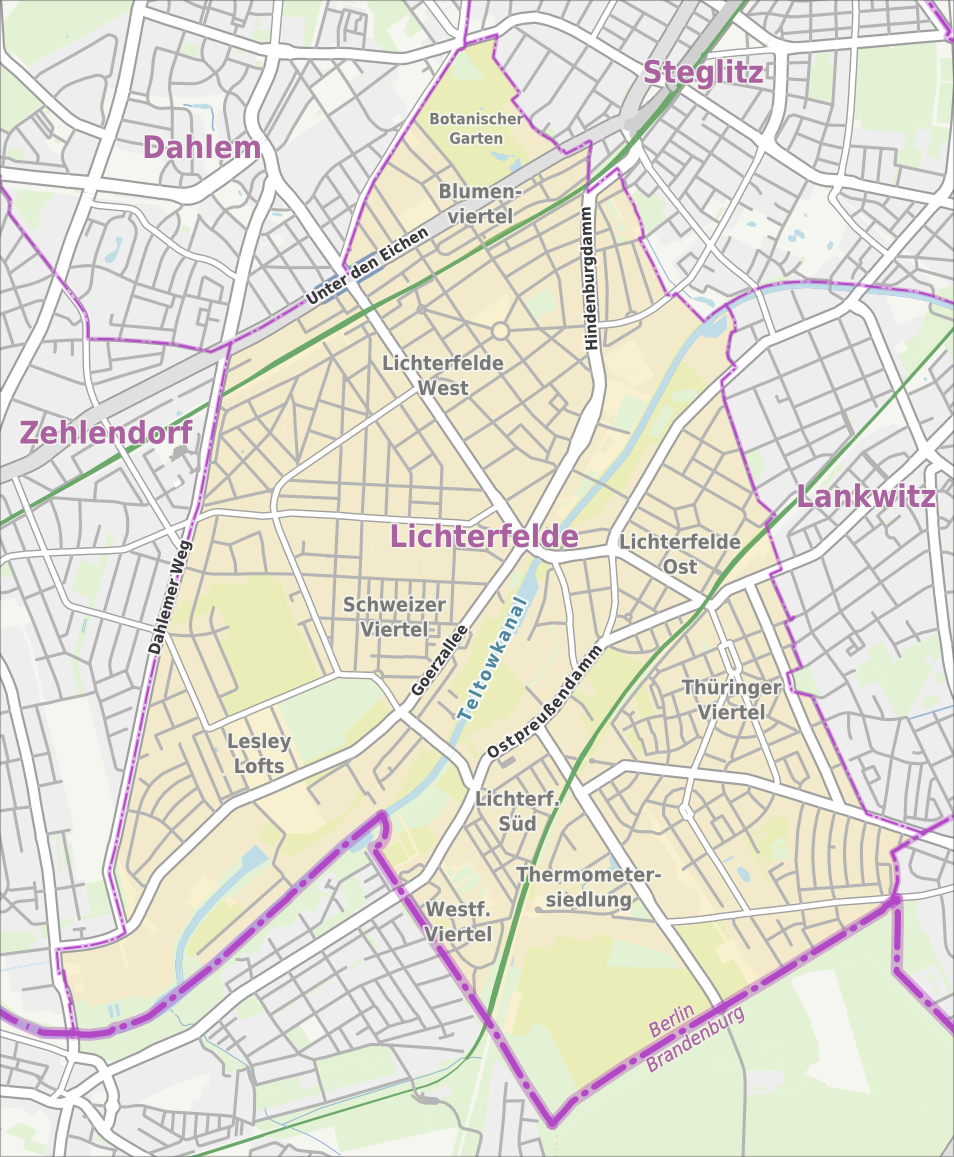
Mappa del quartiere

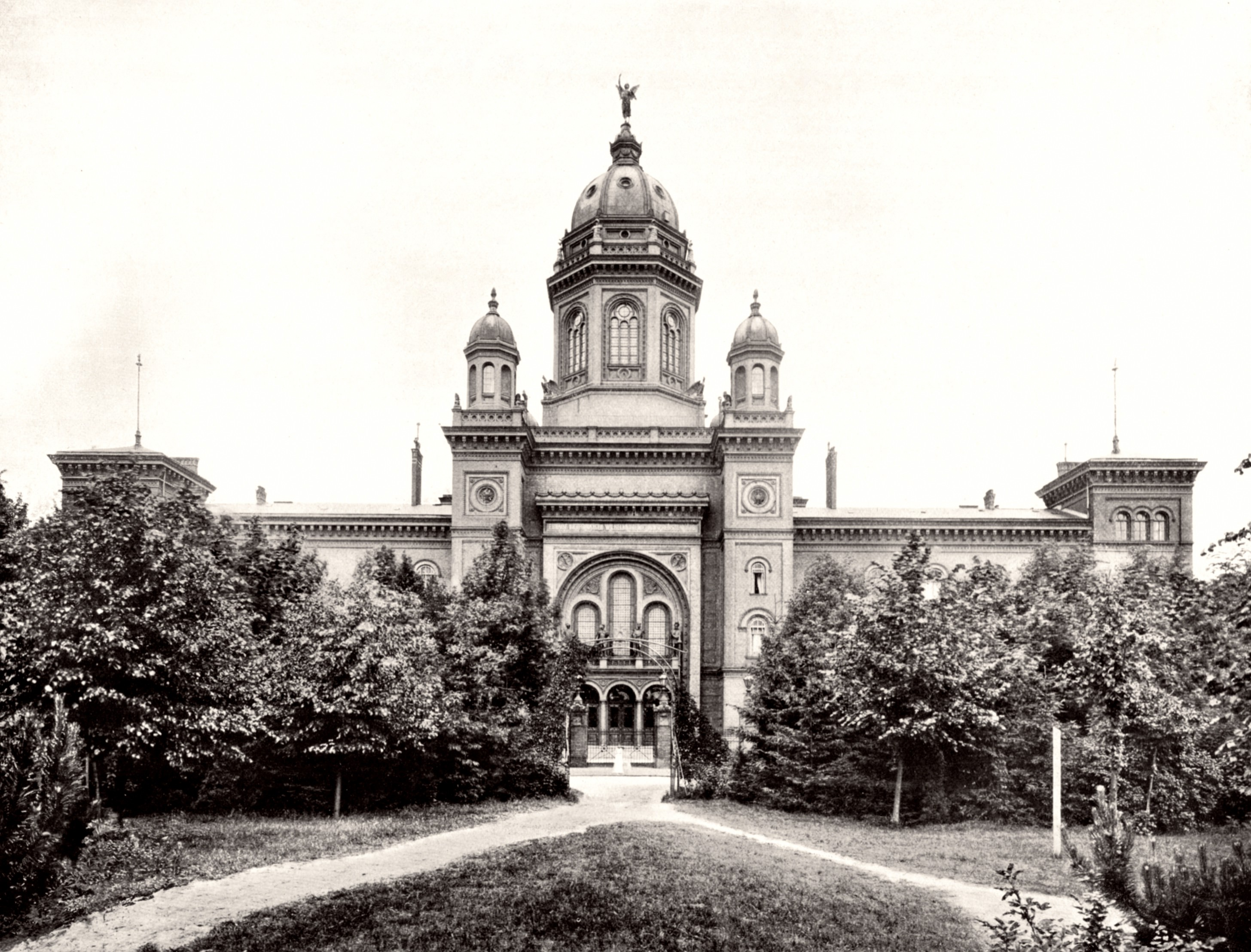
La scuola per cadetti di Groß-Lichterfelde

Lichterfelde è un quartiere (Ortsteil) di Berlino, appartenente al distretto (Bezirk) di Steglitz-Zehlendorf.

## Storia
Le prime notizie al riguardo risalgono a quando i belgi provenienti da Lichtervelde emigrarono nella zona per sfuggire alla carestia ma l'idea di una zona residenziale risale al 1865 quando un imprenditore, Johann Anton Wilhelm von Carstenn (1822–1896), acquistò alcuni terreni situati a sud-ovest di Berlino; aveva intenzione di realizzare un quartiere con villette organizzate del tipo "città giardino" e sul modello inglese, avendo visitato Londra e avendo visto nelle sue costruzioni un esempio da seguire. Carstenn concluse anche un contratto per una rete di trasporto su rotaie per collegare la zona a Berlino, completata nel 1881 da Siemens & Halske. Negli anni successivi la popolazione sarebbe cresciuta in modo esponenziale, passando dai 5899 del 1885 a 34 331 del 1905. Durante la costruzione, una parte del terreno fu donata dal costruttore al Regno di Prussia per la costruzione di una scuola per cadetti. 
Groß-Lichterfelde era così completato e, dal 1877 al 1920, fu un comune autonomo appartenente al distretto di Potsdam, che faceva capo al governo prussiano. L'accademia per sottufficiali che vi fu edificata e che è stata definita la Westpoint tedesca era una idea dello stesso Carstenn che voleva dare un'impronta ancor più prestigiosa al suo progetto: fu inaugurata nel 1873 per ordine dell'Imperatore Guglielmo I. 
La scuola per cadetti di Groß-Lichterfelde formò, tra gli altri, Manfred von Richthofen, Wolfram von Richthofen, Leopold von Wiese, Heinz Guderian.
Nel 1920  Groß-Lichterfelde entrò a far parte della "Grande Berlino", venendo assegnata al distretto di Steglitz. Dal 1920 al 1933 gli edifici dell'accademia vennero usati dalla polizia di Berlino, per diventare quindi il quartier generale delle truppe scelte, le SS-Standarten di Hitler e, dal luglio 1945, vi furono acquartierate le Andrews Barracks Berlin Brigade.
Oggi, l'ex accademia per cadetti ospita una parte dell'Archivio federale.